# Corynoptera multispinosa
Corynoptera multispinosa är en tvåvingeart som först beskrevs av Werner Mohrig och Boris Mamaev 1985.  Corynoptera multispinosa ingår i släktet Corynoptera och familjen sorgmyggor. Inga underarter finns listade i Catalogue of Life.